# Neonauclea lanceolata
Neonauclea lanceolata là một loài thực vật có hoa trong họ Thiến thảo. Loài này được (Blume) Merr. mô tả khoa học đầu tiên năm 1915.